# Upeneichthys stotti
Upeneichthys stotti Hutchins, 1990 è un pesce della famiglia Mullidae proveniente dall'oceano Indiano.

## Distribuzione e habitat
È una specie demersale tipica delle zone costiere del sud-ovest dell'Australia. Nuota fino a 140 m di profondità e difficilmente sale al di sopra dei 50.

## Descrizione
Non supera i 17,9 cm.

## Alimentazione
Si nutre soprattutto di piccoli invertebrati acquatici, in particolare molluschi, crostacei e vermi, ma la sua dieta è composta anche da pesci più piccoli e detriti.